# Mercho
«Mercho» es una canción de cumbia, RKT y reguetón alternativo del cantante argentino Lil Cake y la banda argentina Migrantes en colaboración del productor argentino Nico Valdi, miembro de la banda mencionada. Fue lanzada el 15 de diciembre de 2022 a través de Sony Music Argentina. Fue una de las canciones más populares del verano de 2023 en España e Hispanoamérica, debido a su viralización en la plataforma de videos TikTok. El título de la canción hace referencia a la marca de autos Mercedes-Benz.

## Letra
La letra de la canción describe el deseo sexual de un hombre por una mujer, donde se hace mención a su forma de vestir. La canción gira en torno a la idea de estar en un ambiente de fiesta y sugiere que el hombre sólo quiere un encuentro casual con la mujer, independientemente de que ella tenga un interés en él. Dentro del estribillo se utiliza el término «Mercho», que se refiere a la marca de autos Mercedes, y «Ferxxo», que es un sobrenombre del cantante colombiano de música urbana Feid.

## Video musical
El videoclip se estrenó el 15 de diciembre de 2022 y marcó también el lanzamiento del sencillo. Se convirtió en el video más visto del canal de YouTube de Lil Cake.

## Recepción crítica
Diversos medios coinciden en que «Mercho» fue una de las canciones más populares en el verano de 2023. El diario argentino Los Andes rescató que «su ritmo pegadizo y la letra fácil de recordar logró que la canción llegue a TikTok y tenga su propia coreografía».

## Desempeño comercial
«Mercho» se posicionó como punto máximo en el número 75 de la lista Global 200 de Billboard. También lideró la lista de Uruguay y se ubicó dentro del top cinco de Argentina, Bolivia, España, El Salvador y Perú, y dentro del top diez en Chile, Ecuador y Paraguay.
En Spotify fue incluido en la lista de éxitos de Argentina, Bolivia, Chile, Colombia, Costa Rica, Ecuador, España, Paraguay, Perú, Uruguay y Venezuela y además ingresó a listas como Viva Latino! y Top Viral en varios países.

## Remezcla
El 29 de junio de 2023 Lil Cake estrenó una remezcla de «Mercho» junto al cantante puertorriqueño Ozuna y el cantante colombiano Ryan Castro en colaboración de Migrantes y Nico Valdi.

### Video musical
El videoclip fue lanzado simultáneamente con la canción el 29 de junio de 2023. Fue rodado en la ciudad de Miami y dirigido por Martín Seipel.

### Recepción crítica
Marta Piquero de la emisora de radio española Los 40 sostuvo que «la canción mantiene la esencia que la convirtió en un éxito y además incorpora las partes de Ozuna y Ryan Castro que hacen la canción aún más pegadiza y bailable».
La emisora de radio peruana Moda calificó la remezcla como «una verdadera bomba» y destacó que el aporte de Ozuna y Ryan Castro «suman al single sus estilos únicos y barras pegadizas».

## Posicionamiento en listas

### Semanales
| Lista (2023)                         | Mejor posición |
| ------------------------------------ | -------------- |
| Argentina Hot 100 (Billboard)        | 4              |
| Bolivia Songs (Billboard)            | 3              |
| Bolivia General (Monitor Latino)     | 4              |
| Colombia Tropical (Monitor Latino)   | 20             |
| Chile General (Monitor Latino)       | 6              |
| Chile Songs (Billboard)              | 22             |
| Costa Rica General (Monitor Latino)  | 14             |
| Ecuador Songs (Billboard)            | 11             |
| Ecuador General (Monitor Latino)     | 8              |
| El Salvador General (Monitor Latino) | 4              |
| España (Promusicae)                  | 3              |
| Global 200 (Billboard)               | 75             |
| Guatemala General (Monitor Latino)   | 19             |
| Panamá Tropical (Monitor Latino)     | 7              |
| Paraguay General (Monitor Latino)    | 8              |
| Perú General (Monitor Latino)        | 3              |
| Peru Songs (Billboard)               | 10             |
| Venezuela Tropical (Monitor Latino)  | 17             |

### Mensuales
| Lista (2023)   | Mejor posición |
| -------------- | -------------- |
| Uruguay (CUD)  | 1              |
| Paraguay (SGP) | 35             |

### Remix
| Lista (2023)                     | Mejor posición |
| -------------------------------- | -------------- |
| Perú General (Monitor Latino)    | 18             |
| Uruguay General (Monitor Latino) | 16             |

## Certificaciones
| Región              | Certificación | Unidades/ventas certificadas | Ref.   |
| ------------------- | ------------- | ---------------------------- | ------ |
| Argentina (Capif)   | ×2 platino    | 80 000                       | [ 8 ]  |
| Chile (IFPI)        | Oro           | 5 000                        | [ 8 ]  |
| Colombia (Asincol)  | Oro           | 10 000                       | [ 8 ]  |
| España (Promusicae) | ×3 platino    | 120 000                      | [ 20 ] |
| México (Amprofon)   | Oro           | 70 000                       | [ 8 ]  |
| Perú (Unimpro)      | ×2 platino    | 12 000                       | [ 8 ]  |
| Uruguay (CUD)       | ×3 platino    | 12 000                       | [ 8 ]  |